# Chamaeleo calyptratus
El camaleón de Yemen o camaleón velado (Chamaeleo calyptratus, el calyptra es un velo alto usado en la Grecia clásica), es una especie de saurópsido de la familia Chamaeleonidae, de aspecto curioso, oriunda de las regiones montañosas de Yemen y Arabia Saudita.

## Descripción
Presentan un claro dimorfismo sexual, en el que los machos poseen el casco superior de la cabeza mucho más alto (de hasta 10 cm), una longitud mayor (hasta 55 cm, frente a los 35 o 40 de la hembra) y una coloración mucho más vistosa y llamativa. También se percibe un ensanchamiento en la base de la cola en el que los machos alojan sus hemipenes, característica de todas las especies de camaleones. Los calyptratus recién nacidos también se distinguen los machos por poseer una pequeña protuberancia en la parte posterior de la unión de los dedos exteriores e interiores en las patas traseras, una especie de talón llamada comúnmente espolón, sin que tenga nada que ver con los espolones de las aves. Ver unas fotografías de las patas para apreciar el detalle.
Alcanzan la madurez sexual en torno a los 5 - 6 meses, pero las hembras que se aparean a esa edad suelen ser pequeñas para el tamaño que alcanzarán sus huevos y presentarán frecuentemente oclusión de huevos, causándoles la muerte. En cautividad se suele esperar al año.

## Alimentación
La alimentación es mayoritariamente insectívora, siendo prácticamente la única especie que añade ciertos vegetales a su dieta. No obstante, estos vegetales (hojas, flores y algunos frutos) son un mero complemento que les aporta, entre otras cosas, agua en caso de no poder adquirirla de forma natural. En cautividad se suelen alimentar a base de grillos, a los que hay que espolvorear el carbonato cálcico antes mencionado, saltamontes y langostas, gusanos de seda, cucarachas criadas en cautividad, y en cantidad menor por su alto contenido en grasa, gusanos de la miel y de la harina. Los grandes machos adultos son capaces de comer pequeños ratones, aunque no es necesario para su dieta y darles más de uno al mes puede ser perjudicial.

## Cría en cautividad
Esta especie de camaleón es muy popular entre los propietarios de animales exóticos. Para tenerlo en cautividad hay que ofrecerle un terrario espacioso y frondoso y lo mantendremos solo ya que es un animal solitario.
Bien alimentados, tienen un crecimiento muy rápido, por lo que si se mantienen en cautividad su dieta debe estar formada por diferentes tipos de insectos y/o aportarles una fuente de calcio, para evitar enfermedad metabólica ósea (EMO), además de facilitarles radiación UVB para que sinteticen la vitamina D, necesaria para metabolizar el calcio. Existen diversos entornos artificiales que los camaleones pueden usar para simular su hábitat natural, ya sea lámparas de luz ultravioleta como diversos accesorios para enriquecer su terrario.